# Jüdische Gemeinde Buding
Eine Jüdische Gemeinde in Buding, einer französischen Gemeinde im Département Moselle in Lothringen, bestand seit dem 17. Jahrhundert.

## Geschichte
Die jüdische Gemeinde von Buding erbaute ihre erste Synagoge 1757. Zwischen 1838 und 1854 wurde eine neue Synagoge errichtet, an der Route d'Inglange Nr. 12, die heute noch existiert aber als Remise genutzt wird. Das Vorderhaus war das Wohnhaus des ministre-officiant und im Nachbarhaus war die jüdische Schule untergebracht. Im Garten wurden Reste eines rituellen Bades (Mikwe) ausgegraben. Die jüdische Gemeinde gehörte seit 1808 zum israelitischen Konsistorialbezirk Metz.